# Night at the Museum: Battle of the Smithsonian
Night at the Museum: Battle of the Smithsonian (ook bekend als Night at the Museum 2 en Night at the Museum 2: Battle of the Smithsonian) is een Amerikaanse film uit 2009. De film is het vervolg op Night at the Museum. De hoofdrollen worden vertolkt door Ben Stiller, Robin Williams, Amy Adams, Owen Wilson, Rami Malek, Hank Azaria, Bill Hader, Ricky Gervais, Christopher Guest en Steve Coogan.

## Het verhaal
Twee jaar zijn verstreken sinds de vorige film. Larry Daley werkt inmiddels niet meer als nachtwaker in het American Museum of Natural History, maar is nu hoofd van Daley Devices; een bedrijf dat hij zelf heeft opgericht. Hier produceert hij handige hulpmiddelen, die hij allemaal zelf heeft bedacht naar aanleiding van zijn ervaringen in het museum.
Wanneer Larry op een dag het museum weer bezoekt, blijkt dit te zijn gesloten voor renovatie. Het museum wordt aangepast aan de moderne tijd, waarin hypermoderne technieken de wereld de geschiedenis moeten laten zien. Zo worden enkele van de oude museumstukken vervangen door interactieve hologrammen. De echte stukken zijn uit het museum gehaald en naar het Smithsonian gebracht voor opslag in het Nationaal Archief. Het tablet zou niet mee verhuizen, maar Dexter heeft het gestolen. Door de magische kracht hiervan wordt als de zon onder gaat het grootste museum ter wereld tot leven gewekt.
Larry Daley gaat de stukken achterna, want alleen hij weet wat er gebeurt als het nacht wordt. Eenmaal in het Smithsonian ontdekt hij dat er niet alleen maar vriendelijke stukken tot leven zijn gekomen. Al Capone, Ivan de Verschrikkelijke en Napoleon Bonaparte hebben zich aangesloten bij de kwaadaardige broer van Ahkmenrah: Kahmunrah, die maar op een ding uit is: de wereld veroveren. Hij wil met het tablet de poort naar de onderwereld openen om zo zijn leger uit de dood te laten herrijzen
Samen met Amelia Earhart probeert Larry zijn vrienden te redden en Kahmunrah te dwarsbomen. Dit lukt en Kahmunrah wordt naar de onderwereld verbannen. Tevens herontdekt Larry door zijn ervaringen die nacht zijn roeping als museumbewaker. Aan het eind van de film verkoopt hij zijn bedrijf en gaat weer als nachtwaker aan de slag. Het geld schenkt hij aan het museum, op voorwaarde dat alles bij het oude blijft op 1 ding na; de openingstijden worden uitgebreid zodat het publiek ook kan genieten van de tot leven gebrachte exposities.

## Rolverdeling
| Acteur                                              | Personage                                          | Opmerkingen     |
| --------------------------------------------------- | -------------------------------------------------- | --------------- |
| Ben Stiller                                         | Lawrence "Larry" Daley                             |                 |
| Robin Williams                                      | Theodore Roosevelt                                 |                 |
| Owen Wilson                                         | Jedediah Smith                                     |                 |
| Steve Coogan                                        | Octavius                                           |                 |
| Ricky Gervais                                       | Dr. McPhee                                         |                 |
| Rami Malek                                          | Ahkmenrah                                          |                 |
| Brad Garrett                                        | Moai                                               | Stem            |
| Jake Cherry                                         | Nicholas "Nick" Daley                              |                 |
| Patrick Gallagher                                   | Attila de Hun                                      |                 |
| Jonah Hill                                          | Brundon                                            |                 |
| Mizuo Peck                                          | Sacagawea                                          |                 |
| Pierfrancesco Favino                                | Christoffel Columbus                               |                 |
| Martin Christopher                                  | Meriwether Lewis                                   |                 |
| Martin Sims                                         | William Clark                                      |                 |
| Amy Adams                                           | Amelia Earhart                                     |                 |
| Hank Azaria                                         | Kahmunrah De Denker Standbeeld van Abraham Lincoln | Stem            |
| Bill Hader                                          | George Armstrong Custer                            |                 |
| Christopher Guest                                   | Ivan de Verschrikkelijke                           |                 |
| Jon Bernthal                                        | Al Capone                                          |                 |
| Alain Chabat                                        | Napoleon Bonaparte                                 |                 |
| Eugene Levy                                         | Albert Einstein                                    | Stem            |
| Jonas Brothers (Kevin Jonas, Joe Jonas, Nick Jonas) | Cherubijntjes                                      | Geanimeerd Stem |
| Jay Baruchel                                        | Joey Motorola                                      |                 |
| Keith Powell                                        | Tuskegee Airman                                    |                 |
| Craig Robinson                                      | Tuskegee Airman                                    |                 |
| George Foreman                                      | George Foreman                                     |                 |
| Mindy Kaling                                        | Docent                                             |                 |

## Achtergrond

### Productie
Het scenario voor de film werd geschreven door Robert Ben Garant en Thomas Lennon, en droeg aanvankelijk de werktitel Another Night at the Museum. 20th Century Fox maakte later de echte titel bekend, en dat de film in première zou gaan op 22 mei 2009. Het was de eerste grote Hollywoodfilm opgenomen in Smithsonian in Washington, D.C.. Voor de rest vonden de opnames grotendeels plaats in Vancouver.
De film bevat tevens een scène opgenomen bij het Lincoln Memorial, en een scène die werd opgenomen bij het American Museum of Natural History in New York in de nachten van 18 tot 20 augustus 2008.

### Muziek
De muziek voor Night at the Museum: Battle of the Smithsonian werd gecomponeerd door Alan Silvestri, die ook de muziek voor de eerste film componeerde. Silvestri nam de muziek op met een 103 leden tellend ensemble van het Hollywood Studio Symphony, en een koor van 18 personen. De soundtrack bevat onder andere het nummer "Fly With Me" van de Jonas Brothers.

### Ontvangst
Net als zijn voorganger werd Night at the Museum: Battle of the Smithsonian met gemengde reacties ontvangen door critici. De film scoort 43% aan goede beoordelingen op Rotten Tomatoes. Critci prezen wel de manier waarop Amy Adams en Hank Azaria hun rollen speelden. Michael Phillips van de Chicago Tribune gaf de film 3 sterren. Roger Ebert van Chicago Sun Times gaf de film echter 1,5 sterren van de vier. Een veel gehoord punt van kritiek was dat de film te veel gebruik maakte van special effects.
De film bracht wereldwijd $ 411.755.284 op.

## Prijzen en nominaties
In 2009 won Night at the Museum: Battle of the Smithsonian een Teen Choice Award voor Choice Movie Comedy. De film werd voor dezelfde prijs tevens genomineerd in de categorieën:
- Choice Movie Actor: Comedy (Ben Stiller)
- Choice Movie Actress: Comedy (Amy Adams)
- Choice Movie Villain: (Hank Azaria)

In 2010 werd Ben Stiller voor zijn rol in de film genomineerd voor een MTV Movie Award in de categorie Best Comedy Performance.

## Trivia
- De Engelse stemacteur van het personage Oscar Mopperkont in de film is dezelfde stem  als die in de Muppet-franchise, namelijk Caroll Spinney.